# Albert Joseph Brown
Pour les articles homonymes, voir Brown.
Albert Joseph Brown (8 juillet 1861, Windsor, Canada-Est, Province du Canada - 16 novembre 1938, Montréal, Québec, Canada), est un avocat, homme d'affaires et sénateur anglo-québécois. Il a été bâtonnier du Québec.

## Origine et formation
Né à Windsor dans les Cantons-de-l'Est, Albert Joseph Brown est le fils de Shepard Joseph Brown, un fermier canadien, et de Jannet (ou Jennet) Brown, née Shanks, native d'Écosse,. Les ancêtres de la famille Brown se sont établis au Massachusetts en 1764 avant de migrer vers le nord au New Hampshire pour finalement définitivement s'installer à Windsor en 1801,.     
Albert Joseph Brown entame son éducation collège St. Francis de Richmond avant de poursuivre son parcours au Morrin College de Québec. Il s'inscrit par la suite à l'Université McGill de Montréal, où il obtient un baccalauréat ès lettres en 1883 et une maîtrise en droit civil en 1886. Plus tard, en 1923, il obtient un doctorat en droit auprès de la même institutition.      

## Carrière professionnelle
En 1886, Joseph Albert Brown est admis au Barreau du Québec. Il fait son stage de clerc auprès de William Hastings Kerr. Il est brièvement associé à la société Benjamin & Brown lorsque Benjamin meurt subitement. Albert Joseph Brown est engagé par après au sein du cabinet Chapleau, Hall, Nicolls & Brown de 1886 à 1887 et le cabinet Hall, Cross, Brown & Sharp de 1887 à 1892,. De 1892 à 1907, il est le dirigeant d'un cabinet d'avocats qu'il a lui-même fondé, la société Brown, Montgomery & McMichael. Entre-temps, en 1899, il est créé conseiller de la reine,.      
En 1911, Albert Joseph Brown est élu bâtonnier de Montréal pour un mandat. En mai de la même année, il est également élu bâtonnier du Québec pour le bâtonnat de 1911-1912.     
De 1912 à 1913, Albert Joseph Brown devient le directeur de la Banque royale du Canada. Réputé être un grand connaisseur en droit des sociétés, il est resté affilié à l'institution financière jusque dans les années 1930.     

## Carrière politique
En 1932, le premier ministre du Canada Richard Bedford Bennett le nomme à titre de sénateur conservateur pour la division sénatoriale de Wellington. Il occupe ce poste jusqu'à son décès en 1938,.     

## Vie privée et décès
En 1888 à la Ville de Québec, Albert Joseph Brown épouse Josephine Home, fille de Joseph W. Home,.
Il était entre autres membre du club Mont-Royal, club St. James, club Forest and Stream, club Royal Montreal Golf, l'Association des athlètes amateurs de Montréal, club Montreal Jockey, club Thistle curling, club Manitou et enfin le Garrison Club of Quebec,.     
Albert Joseph Brown est mort en fonction le 16 novembre 1938, à l'âge de 77 ans.      

## Hommages et distinctions

### Titre honorifique
- Conseiller de la reine

### Titre de civilité
- Monsieur le bâtonnier[7]

#### Droit
- Avocat, Juriste
- Droit au Québec, Droit civil
- Histoire du droit au Québec, XIXe siècle en droit au Québec, XXe siècle en droit au Québec
- Système judiciaire du Québec, Loi du Québec
- Barreau du Québec, Bâtonnier du Québec
- Barreau de Montréal, Districts judiciaires du Québec
- Code civil du Bas-Canada, Code criminel du Canada